# Театр под руководством С. Э. Радлова
Театр под руководством С. Э. Радлова (Театр имени Ленинградского Совета) — драматический театр, работавший в Ленинграде под руководством Сергея Эрнестовича Радлова. Основан в 1928 году под названием Молодой театр, с 1934 года — Театр-студия под руководством С. Э. Радлова, с 1939 по 1942 год — Театр имени Ленинградского Совета. В марте 1942 года театр был эвакуирован в Пятигорск, где через полгода часть актёров, в том числе С. Радлов с супругой — А. Д. Радловой, оказались в немецкой оккупации. В 1943 году театр работал в оккупированном Запорожье, в 1944—1945 гг. во Франции. В 1945 году Радловы были возвращены в СССР и осуждены на 10 лет ИТЛ за «измену Родине».

## Молодой театр
Театр, возглавлявшийся Сергеем  Эрнестовичем Радловым, был образован под названием «Молодой театр» в ноябре 1928 года из выпускников Техникума сценических искусств (ТСИ), курсов С. Радлова и  В. Соловьёва (ранее, в 1923 — 1927 гг.  под таким именем  работал коллектив, возглавляемый В. Соловьёвым. Молодой театр Радлова к нему отношения не имел). Среди воспитанников Радлова и Соловьёва  были  известные в будущем актёры   П. Р. Антоневич, Д. М. Дудников, Б. П. Чирков, Н. К. Черкасов, Н. К. Вальяно, Б. А. Смирнов, К. М. Злобин, И. П. Гошева, В. В. Сошальская, Т. Е. Якобсон, Г. И. Еремеев, режиссёры Г. Н. Гловацкий, А. А. Музиль, Р. Р. Суслович,
Первой премьерой  Молодого театра Радлова стала античная комедия «Близнецы»  Плавта  (ок. 254 — 184 до н. э.). Эту пьесу «в масках» Радлов уже ставил десять лет назад в Театре экспериментальных постановок.  Критика расценила премьеру как успех: «Лишённые возможности выражать  свои чувства мимикой, игрой лица, исполнители вынуждены  заменить игрой тела это основное средство выразительности современного актёра. Нельзя не признать, что эта труднейшая задача разрешается учениками техникума блестяще».
За «Близнецами» последовала оперетта на современную молодёжную тему Фирса Шишигина «Со вчерашнего похмелья», работа над которой начиналась ещё в ТСИ. И здесь пресса была благосклонна к спектаклю: «При всей скромности и примитивности в постановке «Молодого театра» есть тактичное усвоение некоторых испытанных приёмов клубно-опереточного спектакля, есть много непосредственной весёлости и комедийно-водевильной «зажигательности», есть толковая и умелая работа с молодыми — и способными — актёрами».
Особенно успешной режиссёрской работой Радлова в тот период и не только по оценке прессы, но и по продолжительности сценической жизни стал спектакль по  инсценировке Елены Тарвид романа Ярослава Гашека «Похождения бравого солдата Швейка» (в заглавной роли Н. К.  Вальяно, с 1931 года — К. М. Злобин).  Действие спектакля, разбитое на 51 эпизод, шло стремительно, на смену декораций времени не оставалось, поэтому вместо них использовались  световые картины-проекции  от диапозитивов.  Премьера состоялась в феврале 1929 года, 17 мая 1933 года прошёл 500-й спектакль, к февралю 1936 года прошло 870 представлений, после чего спектакль был возобновлён в новой редакции, и в результате общее число представлений составило более тысячи.
Поставленная Радловым пьеса Б. Папаригопуло «Взрыв» на злободневную для того времени  (т. е. накануне прихода к власти в Германии фашистов) антивоенную и антифашистскую тему — сравнение судьбы учёного-изобретателя в СССР и в капиталистическом мире продержалась на сцене после премьеры 5 февраля 1931 года  немногим больше года, как и подобные столь же непритязательные пьесы на близкую тему в других театрах — «На Западе бой» Вс. Вишневского, «Вступление» Ю. Германа, «Суд» В. Киршона. Это была последняя дань режиссёра стилю «сумрачного» экспрессионизма, рамки которого он выбрал, чтобы показать безысходную участь немецкой интеллигентности.

### «Отелло»
В 1932 году Радлов приступил к осуществлению своей давней мечты — поставить в собственном театре наиболее известные пьесы У. Шекспира. Началом его «шекспирианы» в Молодом театре стал «Отелло» (художник А. В. Рыков), премьера которого состоялась 4 мая 1932 года. В роли Отелло — Георгий Еремеев, второй исполнитель — Борис Смирнов. Дездемона —  Тамара Якобсон, в очередь с ней играла Ирина Гошева. Яго — Дмитрий Дудников. 

Отелло — Г. Еремеев

В 1927 году Радлов уже обращался к «Отелло» (в  ТСИ и Акдраме). Ещё ранее он сформулировал положение, которого придерживался и в дальнейшем: «Ключ к постановке всякой пьесы Шекспира в правильно переданном сочетании, чередовании sublime et grotesque, трагичного и смешного. В «Отелло» это смешение сконцентрировано на гениально построенной роли Яго. Из неё и должен исходить ставящий пьесу режиссёр».  

Дездемона — Т. Якобсон

Зрители охотно посещали спектакль, пресса же практически обошла его молчанием. Её внимание было привлечено к другому шедевру Шекспира — «Гамлету», поставленному Николаем Акимовым в Театре им. Евг. Вахтангова всего двумя неделями позже. Скупо оформленный и сыгранный молодыми актёрами «Отелло» радловцев выглядел достаточно скромно по сравнению с «блестяще оформленным» и сыгранным первоклассными актёрами  вахтанговского театра спектаклем Акимова. Тем не менее, известный критик и театровед Алексей Гвоздев писал: «Интересные постановки классиков приходится видеть в маленьких театрах, и недавняя работа  над «Отелло» Шекспира в Молодом театре, проведённая С. Э. Радловым, свидетельствует о том, что при умелом подходе можно добиться ценных результатов даже на крошечной сцене, располагая составом совсем молодых актёров».
Судьба спектаклей оказалась различной. Яркий, полный эксцентрики и буффонады «Гамлет» Акимова, «вспыхнув», прожил всего один сезон. «Отелло» Радлова утвердился в репертуаре на три года и затем, в новой редакции, не сходил со сцены до конца 30-х годов. Сам Радлов считал «Отелло» 1932 года спектаклем «настолько же серьёзным и принципиальным», насколько неудачной была его предыдущая постановка «Отелло» в Акдраме.

## Театр-студия под руководством С. Э. Радлова
Сразу после «Отелло», 13 мая 1933 года Радлов показал «Привидения» Г. Ибсена. На этот раз критика приветствовала как постановку, так и режиссёра, возвратившего на советскую сцену порядком подзабытого писателя. Григорий Белицкий  заключал: «...в крохотном помещении, при слабо оборудованной сцене создан спектакль большого масштаба...давно уже в ленинградских театрах не была так слышна тишина зрительного зала, и это лучший паспорт крепко растущему Молодому театру.
В январе 1934 года «крепко растущий» Молодой театр, работавший до этого при Техникуме сценических искусств, получил статус государственного театра и был переименован в Театр-студию под руководством С. Э. Радлова. Все последующие годы созданный Радловым студийный театр  был его главной заботой, и это при том, что он занимал должности художественного руководителя Ленинградского академического театра оперы и балета в 1931—1934 гг. и Государственного академического театра драмы (Госдрамы) в 1936—1938 гг., ставил спектакли в театрах Москвы и Ленинграда, преподавал актёрское и режиссёрское мастерство.  Он говорил: «Своей основной задачей я считаю создание творчески сильного, культурного, талантливого актёрского коллектива».

### «Вечер водевилей»
Через несколько дней после переименования теперь уже «бывшего» Молодого театра, 14 января 1934 года был показан «Вечер водевилей», программу которого составили два водевиля Петра Каратыгина, шедшие ранее на сцене «Народной комедии» Радлова, третий — «Расстроенный настройщик» — поставил ученик Радлова, молодой режиссёр В. Гиршгорн, ещё два — «Заёмные жёны» и «Когда появляется девушка» поставил Радлов. Отклики прессы были положительными: «Лёгким и занимательным зрелищем, в отличном ритме развёртывающим чёткую, живую композицию»  назвал спектакль Симон Дрейден. Просмотревший спектакли Театра-студии на гастролях в Москве летом того же года Ю. Юзовский писал: «Театр Радлова — молодой, интересный театр. Постановка и исполнение им водевилей Каратыгина отмечены большим вкусом, искусством пластики, острой и умной характеристикой образов, большим юмором. Театр прекрасно исполнил водевили».

### «Ромео и Джульетта»
28 апреля 1934 года состоялась премьера «Ромео и Джульетты» в постановке С. Радлова (художник В. Басов, музыка Б. Асафьева, перевод А. Радловой). Начальные весёлые картины уличной жизни Вероны прерывались трагическим эпизодом дуэли и смерти Тибальда. По ходу спектакля комические, шутовские мизансцены чередовались с напряжённо-драматическими, а иногда они совмещались, как, например, «пантомима умирания Джульетты с вознёй и хлопотами слуг и родителей, готовящих весёлую свадьбу». Художественный руководитель Большого драматического театра К. Тверской отмечал «ряд полнокровных, по-шекспировски реалистически трактованных сцен, где высокое и низкое, смешное и трагическое выступают в их взаимопроникновении».  «Страсти движут людьми в этом театре! В начале спектакля ещё много смеха в словах, много скрытой иронии переливается и перебрасывается в диалогах: слышишь ясно, как продолжает звучать шекспировская комедия. Но уже с третьего акта спектакль вырастает в шекспировскую трагедию» — писал Николай Костарёв. В редакционной заметке газеты «Советское искусство» от 23 мая 1934 года говорилось, что театр Радлова «чрезвычайно интересный и своеобразный художественный коллектив  с ярко выраженным своим творческим лицом. И репертуар, и режиссёрская работа отмечены печатью большого вкуса. Наибольший интерес, особенно с точки зрения наших споров о Шекспире, представляет постановка "Ромео и Джульетты". Несмотря на актёрскую незрелость некоторых образов, мы всё же смело можем утверждать, что этот спектакль — событие в советском шекспировском театре» и пример того, как можно по-новому прочесть Шекспира. На завершающей летние московские гастроли встрече театральной общественности  с актёрами театра-студии 1 июня 1934 года итоги подвёл критик Павел Новицкий: «Из всех молодых театров Ленинграда Театр-студия Радлова — самый талантливый. Не случайно сегодня сюда пришли приветствовать этот театр руководители двух самых талантливых молодых московских театров — Завадский и Хмелёв».

### «Отелло» — версия 1935 г.
В 1935 году Радлов подготовил одновременно два спектакля «Отелло» в переводе Анны Радловой: первый представлял собой переработанную студийную версию 1932 года в Молодом театре, второй — в Малом театре с 60-летним корифеем сцены А. А. Остужевым в заглавной роли. Премьера «Отелло» в театре-студии состоялась 15 апреля. 

Яго — Д. Дудников

В спектакле были заняты, в основном, те же актёры, что и в постановке 1932 года, однако режиссёрское воплощение, сценическое оформление молодого художника Виктора Басова, «исторически достоверная» музыка Бориса Асафьева, танцевальные номера в постановке балетмейстера Ленинградского академического театра оперы и балета Ростислава Захарова и накопившая опыт труппа обеспечили новой постановке высокий уровень мастерства, единодушно отмеченный прессой. «Радлов несомненно ведущий режиссёр в деле освоения Шекспира  советским театром» — писал Дмитрий Мирский во время летних гастролей театра в Москве, а его спектакли «составили эпоху и уже, можно сказать, положили основание новой, советской школе театральной трактовки Шекспира».
Работа над «Отелло» в Малом театре, начавшаяся 7 января  1935 года, продлилась почти год —  премьера состоялась 10 декабря. «Триумфом Остужева» называла реакцию зрителей московская пресса.  По окончании спектакля Остужева вызывали 37 раз, по многу раз ему приходилось выходить к зрителям и в дальнейшем. Исполнители других ролей не были восприняты критикой столь онозначно. «Маленький тщеславный корсиканец» Яго, «злобный придурковатый старец» Брабанцио, «чересчур кокетливая и суетливая» Дездемона не соответствовали отношению к  ним Отелло – Остужева. Равноправным партнёром ему называли лишь В. Пашенную — Эмилию. Неровности актёрского исполнения, отсутствие «ансамблевой цельности» спектакля критики считали его основным недостатком, ответственность за который возлагалась на режиссёра. И, тем не менее, считает Д. Золотницкий,  успех спектакля был предрешён именно тем, что Радлов отдал предпочтение, вопреки мнению многих, Остужеву перед другими претендентами на роль Отелло .
Много споров вызвал перевод «Отелло» Анны Радловой. Её, уже традиционно, упрекали  в излишнем «огрублении», упрощении текста Шекспира, хотя Борис Пастернак, переводы которого поначалу также встречались  с «ожесточённой критикой», находил в переводах Радловой много положительного. Он писал: «Художественные заслуги Радловой — живость разговорной речи. У неё абсолютный сценический слух, верный спутник драматического дарования, без которого нельзя было бы передать прозаические части диалога так, как справилась с ними она».
Одновременная работа с двумя разными коллективами позволила Радлову более полно и несколько по-иному  реализовать его творческие замыслы, а критикам возможность сопоставлять результат. Так, Ю. Юзовский, вспоминая  ленинградскую постановку, писал: «Тот спектакль лучше спектакля в Малом театре по ясности мысли, пластичности её выражения, простоте и стройности самого спектакля. Там был спорный, но превосходный Яго (Дудников), а обаятельный Отелло (Еремеев) целиком и полностью был связан с мыслью всего спектакля. Этой стройности нет в Малом театре».

### «Далёкое»
В конце 1935 года в помещении на улице Рубинштейна Радлов поставил пьесу А. Афиногенова на современную тему «Далёкое». Герой пьесы, командир корпуса Матвей Малько (Г. Еремеев), узнав, что неизлечимая болезнь оставляет ему всего три месяца жизни, стремится прожить оставшееся ему время с максимальной пользой. Краткое, всего в течение суток общение с жителями глухого железнодорожного разъезда Далёкое, на котором остановился поезд, составляет основное содержание пьесы. Радлов не стал откладывать премьеру в связи с начавшимися в Ленинграде гастролями Театра имени Вахтангова, в репертуаре которого  значилась и эта пьеса. Зная о готовящейся  И. Толчановым постановке с Борисом Щукиным в главной роли и не имея в труппе актёра равного ему масштаба, Радлов в большей мере, чем это заложено драматургом, раскрывает и укрупняет образы жителей — начальника разъезда Корюшко (К. Злобин) и его жены Любови Семёновны (В. Сошальская), путевого обходчика Большова (П. Антоневич) и его жены Глаши (Т. Якобсон). «Ударение сделано на том, чтобы уравновесить сценическое значение Малько и жителей разъезда». И вот уже не только Малько влияет на жителей разъезда, но и эти рядовые, обычные люди богатством своей натуры придают ему уверенность, бодрость, помогают преодолеть естественный для человека страх перед неизбежным концом. Матвею Малько противостоит серьёзный идейный противник — стрелочник Влас Тонких (Б. Смирнов), бывший дьякон, сектант, озлобленный против всех, но умело  скрывающий свою враждебную сущность. Исходя из разработанной режиссёрской трактовки спектакля, Радлов определил его как «романтическую драму» в отличие от «психологической комедии» вахтанговцев, как назвал свой спектакль Толчанов.
Собиравший полный зал спектакль по независящим от театра причинам продержался на сцене сравнительно недолго. Достигшая кульминации в 1936 году волна «борьбы с формализмом» в искусстве «накрыла» автора пьесы. Афиногенова исключили из ВКП(б) и Союза писателей, его пьесы были запрещены, а спектакли сняты со сцены.

## Новоселье в «Пассаже»
1936 год был отмечен в жизни театра-студии двумя значительными событиями: коллектив получил, наконец, собственное театральное помещение  в здании ленинградского универмага «Пассаж» (со стороны ул. Ракова, ныне Итальянской), а летом Радлов  был назначен художественным руководителем  Государственного академического театра драмы (Госдрамы), сменив на этом посту актёра и режиссёра Бориса Сушкевича.
Открытие новой сцены в «Пассаже» состоялось 1 сентября спектаклем «Отелло». Сообщая о событии, автор не преминул отметить «единство творческого языка, целостность взглядов руководства и труппы, то, что принято называть наличием творческой платформы». Похвалил он и «удобное и нарядное, пахнущее свежей краской театральное здание», создающее «приподнятую атмосферу театрального праздника».
Одновременное руководство двумя коллективами  продлилось недолго. Работа с большой (130 человек) и сложной труппой Госдрамы оставляла Радлову слишком мало  времени для руководства театром-студией. Поставив совместно с Н. В. Петровым как отклик на  гражданскую войну в Испании  патриотически-политическую пьесу А. Афиногенова «Салют, Испания»  (премьера 23 ноября 1936 года), а через год на той же сцене к 10-летней годовщине  Октября  пьесу К. А. Тренёва «На берегу Невы», Радлов весной 1938 года отказался от работы в Госдраме, сосредоточившись на руководстве театром-студией.

### «Как закалялась сталь»
Цикл спектаклей в театре-студии на современные темы  продолжил ученик Радлова — Фёдор Бондаренко,  поставив в 1937 году «Как закалялась сталь» по одноимённому роману Николая  Островского (инсценировка В. Е. Рафаловича; после её переработки С. А. Бенкендорфом спектакль был показан в 1938 году). Идея, заявленная ранее в «Далёком», о мужественном сопротивлении смертельной болезни героем, имеющим на этот раз реальный прототип, прозвучала здесь с ещё большей силой. Исполнитель роли Павла Корчагина Борис Смирнов сумел выйти  из более привычного для него образа Ромео, сыгранного им к этому времени почти сто раз, и показать «наступление на недуг, мобилизацию всех душевных и физических сил, преодоление, стойкость».
Н. Островский скончался 22 декабря 1936 года, не дожив до премьеры и не услышав предполагавшуюся  специально для него радиотрансляцию спектакля.
Другие поставленные в конце 1930-х  пьесы современных авторов — «Баку» Н. Н. Никитина (эпизод Гражданской войны в Закавказье),  «Чужой» В. А.  Соловьёва (постановка Е. Д. Головинской, 1939) и  «Огни маяка»  Л. П.  Карасёва (постановка Ф. В. Бондаренко, 1939) на распространённую в те годы тему разоблачения шпионов и  диверсантов не  оставили заметного следа в истории театра.

## Русская классика
Из постановок русской классики внимание прессы было привлечено к  «Вассе Железновой» по М. Горькому (1937), «Маленьким трагедиям» по А. С. Пушкину (1937), «Недорослю» Д. И. Фонвизина (1938). Испробовал свои силы в режиссуре и Д. Дудников, поставив перед уходом из театра «Без вины виноватые» (1939).  Этот спектакль с бессменной Т. Якобсон – Кручининой прошёл через все выпавшие на долю театра  испытания: он шёл в блокадном Ленинграде, в оккупированных немецкими войсками Пятигорске и Запорожье, он был последним и единственным, с которым радловцы выступали в Марселе вплоть до конца своих скитаний.
Отзывы на «Вассу Железнову» (режиссёр  Е. Головинская) были противоречивы. Сходясь в общей высокой оценке спектакля, критики в то же время разошлись в вопросах интерпретации основной идеи пьесы, трактовке характеров героев и взаимоотношениях между ними. Оценку постановке как неудаче театра дал Д. Золотницкий спустя четверть века:  «Внеисторическая отвлечённость»  трактовки и лишённые конкретных исторических примет декорации художника А. И. Константиновского, явный стилевой «разнобой» в игре исполнителей (Васса — В. Сошальская, Прохор — Г. Еремеев) мешали, по его мнению,  целостному восприятию спектакля .

### «Маленькие трагедии»
К 100-летию гибели А. С. Пушкина Радлов готовил одновременно два пушкинских спектакля —  «Бориса Годунова» во МХАТе и вечер «маленьких трагедий» в театре-студии. Работа над «Борисом Годуновым» шла с трудом из-за постоянно возникающих споров и противоречий между  художественными замыслами Радлова и более традиционной режиссурой В. И. Немировича-Данченко. В результате спектакль к годовщине не был закончен, и 10 февраля 1937 года в концерте, посвящённом памяти поэта, на сцене Большого театра,  в присутствии Сталина и руководителей государства МХАТ показал только сцену в корчме, «разыгранную с большим мастерством» .
Премьера «Маленьких трагедий» Пушкина в театре-студии состоялась в срок — 12 февраля 1937 года и включала   «Моцарта и Сальери», «Каменного гостя» и «Пир во время чумы» (режиссёр С. Э. Радлов, художник В. Дмитриев, композитор Б. Асафьев). К этой постановке Радлов подошёл с тех же позиций, что и к постановке «Бориса Годунова», утверждая, что «слово поэта там должно быть главным актёром и пушкинский ритм — главным режиссёром  … спектакль должен быть прекрасным для слепого, но он должен быть ещё более выразительным для зрячего, который увидит жест, цвет и мимику, дополняющие стихи Пушкина».  Радлов не раз критически высказывался по поводу «мнимых новаторов», отказывающих в помощи  современному автору, но чрезвычайно активных в борьбе с «безответными классиками». Пушкинскую трилогию он представлял как три этапа творческого утверждения жизни, в отличие от трагедийной трактовки той же трилогии, поставленной  в 1915 году Московским Художественным театром. Не случайно на афише спектакля значилось «Мелкие драмы Пушкина». Отзывы в центральной прессе были не однозначны. Так, по мнению Д. Золотницкого «В результате всех этих напряжённых поисков спектакль получился неровным, не всё в нём слагалось в трилогию оптимизма, не все составные  вышли равнозначными, а кое-что в «мелких драмах» оказалось и попросту мелковатым. Лучше других прозвучал «Каменный гость», где Дон Гуана играл Георгий Еремеев, Лауру — Варвара Сошальская, Донну Анну  — Тамара Якобсон»  . С ним соглашался Б. Мейлах, называя созданные образы «хорошими и убедительными»,  а особенно удавшимся образ Дон Гуана — «задорный, жизнеутверждающий, с его замечательным лиризмом». С другой стороны, многие критики видели недостатки актёрской  игры и режиссёрского воплощения в снижении, упрощении героев, в чрезмерном «пиетете» к слову в ущерб театральной выразительности. Продолжая свою оценку спектакля, Д. Золотницкий называет его «бесцветным» и объясняет вынужденным следованием режиссёра  государственным и партийным установкам, выразившимся в «дискуссии о формализме», в ходе которой пострадали те, кто вносил в классику собственное оригинальное истолкование.

### «Недоросль»
Приступая к работе над «Недорослем», молодой режиссёр В. Иогельсен так сформулировал идею постановки: «Мы ставили перед собой одну основную задачу — показать через реалистическую трактовку образов столкновение двух сил — прогрессивной мысли передовых людей XVIII в. с тупостью, самодурством и варварством помещичьей крепостной России».

Сцена из 2 акта. Простакова — Н. Фаусек, Палашка — Т. Нагаева

«Недоросль». Сцена из 3 акта. Цифиркин — П. Антоневич, Митрофан — Н. Глаголев

Отсюда, по его словам, возникала и основная трудность — с одинаковой художественной силой показать как отрицательные образы мира Простаковых-Скотининых, выписанных в «сочных, бытовых красках», так и сугубо положительных — Стародума, Правдина, Софьи, Милона — «неких идеальных, рассуждающих людей». Следуя автору комедии, режиссёр и исполнители выделяли в персонажах пьесы главные особенности их характеров, подчёркнутых намеренно «говорящими» именами. Простакова (Н. Фаусек) и Скотинин (Г. Еремеев) примитивны в суждениях, грубы, уверены в собственной непогрешимости. Стародум (Г. Гуревич) — прямой и искренний человек «петровской закваски», выразитель идей реформации России. Правдин (Е. Забиякин) — человек «европейского воспитания, носитель идей французских просветителей». Милон (В. Чобур) — честный, порядочный, верный дружбе офицер. Софья (Н. Владимирова) умна, она живёт в «мире романтических идей». Вместе с тем, стремясь избежать однозначных характеристик, создатели спектакля показывают у Простаковой любовь к сыну, заботу о благополучии семьи, у Скотинина — благодушие, умилительную привязанность к свиньям, у Митрофана — мальчишескую жизнерадостность и озорство.  Это несколько снижает обличительную силу и сатирическую заострённость пьесы, в которой беспощадно высмеиваются невежество, бескультурье, невоспитанность. С юмором, сочувствием и добродушием показаны в спектакле учителя Митрофанушки и слуги дома — Цифиркин (П. Антоневич), Кутейкин (Н. Лапин), Еремеевна (Н. Злобина), Тришка (К. Смирнов), Палашка (Т. Нагаева). Художник спектакля А. Минчиковский дополнил образы персонажей выразительными костюмами: — «Хотелось резко противопоставить провинциальность и грубость одежды Простаковых и Скотинина с простой, в хорошем вкусе одеждой Стародума, Софьи и Правдина. Правдин одет модней и лучше других. Он, по-видимому, недавно побывал во Франции, откуда и привёз с собой костюм, выдержанный в лёгких серых тонах и золотые очки модной формы».

## «Гамлет»
«Гамлет» — «высокий взлёт» по выражению Золотницкого — последний шекспировский спектакль Радлова довоенной поры. Первоначально ему предложили поставить «Гамлета» в Малом театре, причём к исполнению заглавной роли готовилась Вера Пашенная, игравшая Эмилию в радловской постановке «Отелло». Московская театральная хроника сообщала: «Сыграть Гамлета — давнишняя мечта одной из крупнейших советских артисток». Повторить смелый эксперимент Сары Бернар ей, однако, не удалось. Театр не пошёл на риск, а Радлов предпочёл более благоприятную для него творческую атмосферу собственного театра. Работа над спектаклем началась осенью 1936 года. К его созданию Радлов привлёк художника В. Дмитриева и композитора С. Прокофьева, перевод осуществила А. Радлова. 

Д. М. Дудников в роли Гамлета. 1938 г.

Роль Гамлета получил Д. Дудников, Офелии — Т. Певцова, Клавдия — В. Всеволожский, Гертруды — В. Сошальская, Лаэрта — Б. Смирнов, Полония — С. Фёдоров.

Т. И. Певцова в роли Офелии

В процессе подготовки спектакля Радлов проанализировал все виденные им ранее постановки «Гамлета». Ближе других к своему представлению об образе «Гамлета» он называл исполнение Павла Гайдебурова в Передвижном театре, видя в нём «благородство и сосредоточенность», внутреннюю и внешнюю гармонию. Ошибочным, «полумистическим» он считал спектакль МХАТ-2 1924 года с М. Чеховым, постановку Н. Акимова 1932 года в Вахтанговском театре называл «талантливой и остроумной, но в корне неверной и насквозь формалистической». Радлов видел Гамлета «человеком Возрождения, опередившим свою эпоху», активно действующим по зову совести и долга  среди друзей и врагов. Гамлетовские колебания он объяснял «безмерно тяжёлой задачей, которая легла на его плечи». 

Спектакль, выпущенный в мае юбилейного для театра 1938 года, был единодушно признан крупным достижением.  Первым откликнулся известный шекспировед, профессор А. А. Смирнов: «Серьёзно и вдумчиво прочтён и раскрыт текст гениальной трагедии  С. Радловым и актёрами возглавляемого им театра. Перед зрителем отчётливо встаёт основная тема трагедии: борьба Гамлета, истинного гуманиста, свободного от всяких сословных ограничений и предрассудков, с окружающим его миром подлости, хищничества и лицемерия». Отмечал критик и большой успех в раскрытии других шекспировских образов в их многообразии и конкретности. Дудников, по его словам, играл замечательно. Такое же мнение высказал литературовед и театральный критик  И. Л. Альтман, назвав Дудникова талантливым и умным актёром,  замечательным исполнителем роли Гамлета и добавив, что у спектакля есть «правильная концепция и режиссёрская цельность». 

«Гамлет». 5 акт. Поединок.

Откликнулся и центральный партийный орган «Правда», в которой выступил режиссёр МХАТ Николай Горчаков. Гамлета в исполнении Дудникова он называл «благородным представителем эпохи Возрождения, подлинным гуманистом». Говоря о работе режиссёра,  он, как и многие другие,  особо отмечал финальную сцену: «Здесь простота и чёткость мизансцен сочетается с громадным напряжением действия».
Несмотря на практически всеобщее одобрение, режиссёр и исполнители продолжали работу над спектаклем. Не во всём соглашаясь с изменениями, которые спонтанно вносил в роль  Дудников, Радлов ввёл нового исполнителя — Бориса Смирнова. Его, в свою очередь, в роли Лаэрта заменил Николай Крюков.
«Шекспировские спектакли явились основой репертуара Театра имени Ленинградского Совета», — подводил итоги цикла Д. Золотницкий, —  «Ромео и Джульетта», «Отелло» и «Гамлет», поставленные здесь Радловым, прочно вошли в русскую сценическую «шекспириану» 30-х годов. Эти спектакли были одушевлены поисками живого, человечного, никоим образом не «шиллеризованного», не хрестоматийного Шекспира. Освобождая образы Шекспира от иных традиционных наслоений, театр в своих поисках  суровой простоты и правды, случалось, терял меру, впадал в грубоватую «житейщину», даже натурализм (во многом тут сыграли свою роль и особенности переводов Анны Радловой, избранные постановщиком). Однако в целом то были подлинно новаторские достижения сценического реализма».

## «На ложном пути»?
Юбилейный, 1938 год был отмечен для театра не только успехом «Гамлета», но и неожиданным острокритическим выступлением  в печати  неизвестного в театральных кругах автора М. Болотина. В статье,  озаглавленной в духе времени «На ложном пути», говорилось о «зажиме критики» в труппе, о чрезмерном внимании к классике в ущерб современной драматургии, семейственности и протекционизме (после окончания учёбы актёром в театре служил сын Радлова Дмитрий, а  супруга Анна Радлова работала заведующей литературной частью). Однако через месяц та же самая газета поместила отчёт о трёхдневном собрании труппы, выразившей полное доверие художественному руководителю театра. Позже изменения в труппе всё же произошли. Выйдя на сцену в роли «Гамлета» 60 раз, после чего получив дублёра — Б. Смирнова, Дмитрий Дудников уволился вместе с женой — актрисой А. Мануховой. Покинул театр и Дмитрий Радлов, сыграв свою последнюю  в этом театре роль — Незнамова в «Без вины виноватые».

## Театр имени Ленинградского Совета
3 мая 1939 года коллектив получил новое имя — Театр имени Ленинградского Совета. Ещё раньше, в 1937-м с его афиш исчезло слово «студия». Это был уже вполне сформировавшийся репертуарный театр с крепкой труппой без признаков былой студийности, занимавший заметное место в театральной жизни Ленинграда. Возросший к этому времени профессиональный уровень труппы был подтверждён присвоением в 1939-1940 годах  ведущим актёрам  Д. Дудникову, Г. Еремееву, А. Жукову, К.Злобину, В. Сошальской, Н. Фаусек, Т. Якобсон звания заслуженных артистов РСФСР. К. Злобин, Б. Смирнов, В. Сошальская и  Т. Якобсон получили ордена «Знак Почёта». С. Радлов был награждён  орденом Трудового Красного Знамени и получил звание заслуженного деятеля искусств РСФСР в дополнение к уже имеющемуся званию заслуженного артиста РСФСР. Подводя в статье  некоторые итоги работы театра за 10-летний период, он даёт характеристики представителям старшего поколения труппы и называет имена молодых, с которыми связывает свои надежды — Н. Крюкова, Е. Котова, О. Владимировой, Т. Нагаевой.

### Руководящий и творческий состав театра сезона 1938—1939 гг.[45]
Директор театра Олесич Я. В. , награждённый медалью «За трудовое отличие»
Художественный руководитель театра Радлов С. Э., заслуженный артист РСФСР, орденоносец.
Парторг театра Якушев Е. Г.
Заместитель директора Б. М. Ройзентур.
Зав. режиссёрским управлением Виллевальде К. М.
Режиссёры: Головинская Е. Д., Бенкендорф С. А., Иогельсен В. С.
Пом. режиссёра Иванова О. А., Романовская З. С.
Дирижёр Ершов Н. В.
Артисты: Антонович П. Р., Булыгин  А. И., Вальяно О. В., Владимирова Н. Д., Всеволожский П. Н., Виноградов Б. И., Гельфанд Е. М., Гагарская А. С., Горбунова Т. Н., Грей  В. Н., Глаголев Н. Н., Глебов Н. А., Гловацкий Б. С., Гусев А. Д., Гуревич Г. С., Дергаев А. Д., Дудников Д. М. (засл. арт., орденоносец), Евтеева А. И., Еремеев Г. И. (засл. арт.), Закс А. Р., Забиякин Е. К., Злобин К. М. (засл. арт.), Злобина Н. М.,Кайдинов С. Л., Калашников Г. И., Котов Е. А., Котова А. Н., Конькова Е. Н., Калиновский Р. И., Крюков Н.Н., Лавровский Е. Е., Манухова А. М., Нагаева Т. А., Омелин   А. И.,
Овсянников К. Н., Орлов Е. А., Певцова, Т. И., Ростовцева А. А., Русецкая Г. Ф., Славская Ю. М., Смирнов Б. А. (орденоносец), Смирнов К. М., Смирнова М. Г., Сошальская В. В. (засл. арт.), Телегина В. И., Трофимов Н. С.,  Уссаковский К. В., Фаусек Н. В., Фёдорова С. И., Чобур В. Я., Якобсон Т. Е. (засл. арт), Янкевский А. И.
Зав. постановочной частью   Г. А. Вилинбахов.

### Навстречу Шекспировскому фестивалю
Дополнительное внимание к пьесам  Шекспира привлекалось предстоящим в 1939 году 375-летием драматурга. 

Ромео — Б. Смирнов. Конец 30-х годов.

Джульетта — Т. Якобсон. Конец 30-х годов.

К юбилейной дате и проведённому в этой связи Шекспировскому фестивалю театр выпустил буклет, посвящённый трём своим шекспировским постановкам — «Отелло», «Ромео и Джульетта», «Гамлет». Первые два спектакля, поставленные соответственно в 1935 и 1934 годах, по-существу нуждались в возобновлении. После  преждевременной смерти 34-летнего Г. Еремеева «Отелло» сошёл со сцены, и Радлов пригласил на роль Отелло  К. Скоробогатова, но ввод не состоялся, и роль была отдана Б. Смирнову.  «Ромео и Джульетта», прошедшие к этому времени около 600 раз, нуждались в пересмотре режиссёрской и актёрской трактовки, поскольку   главные исполнители (Смирнов и Якобсон) перешли в иную возрастную категорию. Спектакль  , поставленный в новых декорациях (художник В. Козлинский), приобрёл более героический, возвышенный оттенок, юношеский романтизм юных героев сменился мужественностью, решимостью идти ради любви до конца. В редакционной статье «Итоги сезона» журнал «Искусство и жизнь» пишет: «Театр им. Ленинградского Совета  показал "Ромео и Джульетту". Этот спектакль порадовал высокой культурой сценического мастерства, умной и глубокой режиссёрской экспозицией, чтением шекспировских стихов. Большое наслаждение доставила зрителю тонкая и лиричная трактовка  Ромео чрезвычайно выросшим за последние годы Смирновым.».

### «Бесприданница»
Следующей премьерой театра стала «Бесприданница». Радлов выбрал эту пьесу из многих других произведений А. Н. Островского, увидев в ней  выражение всеевропейских, общечеловеческих ценностей, в отличие, например, от «Грозы» с её узконациональным колоритом. По его замыслу, спектакль должен был логично смотреться в ряду трагедий подобных шекспировским, где героиня (герой) жертвует жизнью за право оставаться человеком, не сломленным окружением или обстоятельствами. Но, по образному выражению С. Цимбала, «замысел режиссёра остался за пределами спектакля». Исполнители, за редким исключением, не смогли вжиться в непривычные для них роли и поэтому чувствовали себя неуверенно. Б. Смирнов не показал широту личности, искренность   Паратова.  Т. Якобсон лишь приблизилась к образу Ларисы, каким его представлял Радлов. Убедительнее других  выглядели Карандышев в исполнении А. Жукова и Ефросинья Потаповна — Н. Фаусек. Рецензенты выражали надежду, что спектакль будет доработан, но Радлов предпочёл обратиться к комедии Оскара Уайльда «Идеальный муж».

### «Идеальный муж»
Премьера  спектакля состоялась в ноябре 1940 года (постановка С. Радлова, художник Пётр Снопков, пер. Ал. Дейча). В отзывах, по преимуществу благожелательных, отмечалось, что «постановка С. Э. Радлова — работа значительная и творчески интересная. Строгий режиссёрский рисунок, скупость и подчёркнутая лаконичность изобразительных средств — как нельзя более кстати — соответствуют стилю уайльдовской драматургии. Этот постановочный принцип помог режиссёру с большой выпуклостью охарактеризовать основные образы спектакля». Особенных похвал удостоились В. Сошальская (миссис Чивлей) и Т. Якобсон (леди Чилтерн). «Вот два образа спектакля, развёртываемые с выдающимся мастерством и тонким ощущением стилевых особенностей материала». В других ролях: Б. Смирнов (лорд Горинг), Н. Владимирова и Т. Журавлёва (Мэбел Чилтерн), А. Жуков (лорд Каверохэм),  А. Булыгин (сэр Роберт Чилтерн). Иное мнение высказал рецензент молодёжной газеты: «Несмотря на то, что новый спектакль смотрится легко, он всё же вызывает чувство недоумения. <...> Разумеется, отдельные актёрские удачи не искупают неоправданного выбора пьесы. Молодого советского зрителяִ “Идеальный муж” ничему научить не может».
Действительно, время — осень 1940 года — было сложное и, казалось, не способствовало веселью, однако спектакль пользовался немалым успехом зрителей. Он собирал зал даже во время войны — в блокаду и в эвакуации театра.

## Накануне войны
Тем не менее, учитывая международную обстановку конца 30-х, театр не мог не включать в репертуар пьесы на антифашистские темы. Не найдя ничего подходящего, Радлов выступил в качестве драматурга и написал пьесу «За Родину!» о грядущей войне на западном направлении . Действие начиналось с показа мирной жизни семьи ленинградского профессора. Начиналась война, сын профессора — лётчик-истребитель отправлялся на фронт, раненый, попадал в немецкий плен, где геройски вёл себя, как и положено советскому патриоту. Столь же самоотверженно вели себя советские люди в тылу. В полном согласии с официальной доктриной война заканчивалась быстрой победой на вражеской территории. Уже доведённая до генеральных репетиций пьеса (режиссёр С. Радлов, художник А. Минчковский, в роли героя-лётчика Б. Смирнов) неожиданно оказалась политически «не ко времени» после заключения в 1939 году Договора о ненападении с Германией, и работа над ней была прекращена. По тем же причинам была снята с репертуара откровенно схематичная пьеса М. Гуса и К. Финна «Ключи  Берлина», поставленная Радловым в январе того же года, несмотря на то, что повествовала о событиях почти двухвековой давности — взятии русской армией Берлина в 1760 году. Пьесу не спасли усилия режиссёра и добротная, по отзывам критиков, работа актёров. Роль прусского короля Фридриха II исполнил Г. Еремеев — она стала для него последней. Положительных оценок заслужили Б. Смирнов, В. Сошальская, А. Янкевский. «Но требовать от участников этого спектакля многого нельзя: пьеса не даёт актёрам достаточного материала для работы над образом».
Исторические параллели были проведены и в спектакле по военно-патриотической пьесе И. В. Луковского «Адмирал Нахимов», выпущенном в январе 1941 года (режиссёр С. Радлов, художник А. Константиновский). Здесь договор с Германией не помешал, поскольку русские воевали не с немцами, а с французами и англичанами. Отзывы были вполне благожелательными. Писатель-маринист Б. А. Лавренёв отметил «хороший уровень спектакля, умно и культурно поставленного С. Э. Радловым, которому пришлось приложить немало труда и находчивости, чтобы в ограниченных пределах сценической площадки создать спектакль, отражающий эпическое величие Севастопольской обороны».  На сцену выходили исторические персонажи — Нахимов (А. Жуков), матрос Пётр Кошка (К. Злобин), отважная Чайка (В. Сошальская), молодой Лев Толстой (Г. Калашников). В роли французской актрисы-шпионки д′Обиньи выступила Т. Якобсон, чью игру другой рецензент назвал «исключительно сильной», а спектакль «удачным и исторически верным».

## В блокадном Ленинграде
Утром 22 июня 1941 года собравшиеся на репетицию пьесы немецкого писателя Г. Лессинга «Эмилия Галотти» актёры узнали о начавшейся войне. Театр организовал две фронтовые бригады для выступлений в действующей армии. Первой потерей стал Георгий Калашников, ушедший вместе с несколькими молодыми актёрами в народное ополчение и вскоре погибший. Труппа постепенно редела, соответственно сокращался и репертуар. С вынужденными заменами шли «Отелло», «Ромео и Джульетта», «Бесприданница», «Идеальный муж». Через два месяца после начала войны в обновлённой редакции вернулся на сцену спектакль «Ключи Берлина». 12 октября театр выпустил комедию В. Дыховичного «Свадебное путешествие» (режиссёр В. Иогельсен). 17 октября состоялась премьера «Эмилии Галотти» (режиссёр С. Радлов, в заглавной роли Т. Якобсон, принц Гонзаго — Н. Крюков).
В октябре 1941 года «Ленинградская правда» писала о жизни театра с полагающимся оптимизмом: «Коллектив Театра имени Ленинградского Совета может с полным основанием сказать, что суровые условия жизни во фронтовом городе ещё больше сплотили и закалили его. С первого дня Великой Отечественной войны театр ни на один день не прекращал своей работы. В красноармейских частях и госпиталях артисты театра — частые и желанные гости. В своём помещении коллектив театра регулярно даёт спектакли для зрителей, в антрактах и в часы воздушных бомбардировок выступает в бомбоубежищах с концертами».
3 декабря вышла уже последняя в блокадном Ленинграде премьера пьесы  Александра Дюма-сына «Дама с камелиями» (режиссёр С. Радлов, перевод А. Радловой, танцы в постановке балерины Кировского театра Ольги Иордан). Роль Маргерит Готье исполнила Т. Якобсон, Армана Дюваля  — Б. Смирнов в очереди с  А. Дубенским, Дюваля-отца — сам Радлов, которому уже приходилось заменять выбывающих исполнителей. В «Эмилии Галотти» он выходил в роли камердинера Маринелли вместо уехавшего А. Жукова, в «Идеальном муже» заменил в роли сэра Чилтерна скончавшегося от дистрофии Александра Булыгина.
Не удалось довести до сцены начатую С. Радловым ещё до войны работу над «Антонием и Клеопатрой» У. Шекспира и остросатирическую комедию Е. Тарвид «Новые похождения солдата Швейка». В середине января 1942 года прекратилось электроснабжение театра. Некоторое время спектакли ещё шли на других площадках, но в марте окончательно обессилевших актёров эвакуировали в Пятигорск.

## Пятигорск
В Пятигорск труппа прибыла в конце марта. Уже там скончался от последствий блокадной дистрофии ведущий актёр Пётр Всеволожский (Клавдий в «Гамлете», граф Кавершем в «Идеальном муже», Костя в «Свадебном путешествии»...). Обосновались в одном здании с местным Театром музыкальной комедии и, едва оправившись от тягот блокады, начали выступления. В репертуаре были «Свадебное путешествие» , «Слуга двух господ», «Идеальный муж», «Эмилия Галотти», «Дама с камелиями». В июне В. Иогельсен выпустил «Парня из нашего города» К. Симонова — повесть о жизни  комсомольца, ударника первых пятилеток, а затем героя боевых действий в Испании и на Халхин-Голе. Выступали и в ближайших городах – Железноводске, Кисловодске, давали концерты в воинских частях. К августу Радлов восстановил «Гамлета» с К. Злобиным в главной роли. Фронт был уже совсем близко, но актёров не эвакуировали, опасаясь паники в городе. Премьера «Гамлета» состоялась 6 августа, а 8 августа к городу прорвались немецкие войска. В тот же день группу  семейных актёров удалось вывезти на попутных машинах в Нальчик, позднее К. Злобин и Б. Смирнов присоединились к труппе Театра комедии Николая Акимова, эвакуированной в Сталинабад. Оставшимся в Пятигорске обещали транспорт следующим утром, но с рассветом город заняли немцы. Под обстрел попал и погиб молодой актёр Кирилл Уссаковский (Гильденстерн в «Гамлете», поручик Лукаш в «Похождениях солдата Швейка»...).
Через несколько дней при регистрации жителей немцы обнаружили оставшихся актёров радловского театра и городского Театра музкомедии во главе с Ф. И. Кремлёвским. Поступил приказ начать работу. В надежде на скорое возвращение своих и стремясь всеми силами сохранить театр, Радлов и актёры подчинились. Ленинградцы  возобновили «Бесприданницу», «Без вины виноватые», «Даму с камелиями», «Идеального мужа» и даже «Свадебное путешествие» — комедию из жизни советской молодёжи. Из-за отсутствия К. Злобина — Труффальдино не было в репертуаре «Слуги двух господ» и тем более «Парня из нашего города». Театр музкомедии возобновил «Сильву», «Жрицу огня», «Голубую мазурку». На первых порах зрителями были немецкие офицеры и солдаты, охотно посещавшие музыкальные спектакли в отличие от мало интересовавшей их русской драмы. Чтобы театр не «прогорел», и актёры имели хоть какие-то средства к существованию, оккупационные власти разрешили играть спектакли для местного населения. Уже после войны Н. Крюков писал в воспоминаниях, как со временем актёры почувствовали необходимость своей работы: «Население ходило к нам в театр, и спектакли — мы это видели — много значили и для зрителей и для нас. В атмосфере спектакля мы сильнее ощущали временность оккупации, не теряли веры в нашу победу». Специально для Т. Якобсон (путём исправления одной буквы в фамилии она превратилась в шведку Якобсен) Радлов поставил мелодраму П. Бертона и Ш. Симона «Заза», хорошо известную в начале века. Возобновил в конце года «Гамлета» с Н. Крюковым в главной роли, а его прежняя роль Лаэрта перешла к Б. Виноградову. Спектакль продержался недолго — после  первого посещения театра генералом фон Клейстом английский драматург Шекспир был запрещён.

## Запорожье
В начале 1943 года советские войска перешли в наступление и овладели районом Кавминвод. Однако надежды радловцев на освобождение не сбылись — перед отступлением из Пятигорска немцы под конвоем отправили театр в Запорожье. Здесь, вдалеке от фронта, обстановка была более спокойной. Актёры разместились на частных квартирах, Сцену городского Дома культуры «Петроградский театр под руководством Радлова» (так теперь значилось на его афише) делил с местной украинской труппой под руководством актёра и режиссёра Н. К. Макаренко. Работу начали в феврале прежним репертуаром. Из некогда большой труппы остались  Н. Владимирова, А. Касаткина-Трофимова, Е. Суйковская, О. Томилина, Т. Якобсон, П. Антоневич, Б. Виноградов, С. Голубев, Е. Котов, Н. Крюков, Н. Трофимов, А. Радлова. За время скитаний в труппе образовался небольшой вспомогательный состав из молодых «бездипломных»  актёров, для которых Радлов проводил занятия по основам  драмы. Он по-прежнему играл Дюваля-отца, а при необходимости выходил и в других ролях, заменяя больных актёров.  Его главной и неотступной мыслью как в Пятигорске, так и здесь было сохранить театр, в который он сам и воспитанные им актёры-единомышленники  вложили так много сил.

## За пределами СССР
Работа в Запорожье продлилась до октября 1943 года. Перед приближением советских войск актёров  в закрытых теплушках  через Польшу доставили в Германию. В Берлине театр как таковой фактически уже не существовал, актёры жили впроголодь, спасаясь от всё усиливающихся бомбёжек в подвалах. Когда находиться в разрушенном горящем городе  стало невозможно, решили уходить. Былого единства уже не было — группа разделилась: чета Радловых, Т. Якобсон, А. Касаткина, Е. Суйковская, О. Томилина, В. Гусева, П. Антоневич, Н. Крюков, Н. Трофимов, Франц Пашу добрались до местечка Ла Фоссет недалеко от Тулона на юге Франции. Вторая немногочисленная группа — С. Голубев, Е. Котов и другие отправилась на север Франции. Несколько актёров решили дожидаться освобождения в Германии — Н. Владимирова, В. Иогельсен, Б. Виноградов. Наталия Владимирова освобождения не дождалась — погибла при налёте авиации союзников в 1944 году.
Во Франции Радлов сумел и с таким малочисленным составом обеспечить пусть самое скромное существование актёров. Восстановили и показывали жителям «Без вины виноватые», им разрешали выступать в лагерях для советских военнопленных. Освобождение пришло в середине августа после высадки союзников на южном побережье  Франции. Через месяц «актёрская бригада», как они себя называли, перебралась в Марсель, где организовала многочисленные выступления в поддержку советской военной миссии. Давали те же «Без вины виноватые», чеховские водевили, концерты. Газеты были полны благодарственных отзывов. В январе 1945 года прибыли в Париж, продолжили столь же успешные выступления в лагерях соотечественников-репатриантов.

## Возвращение и репрессии
Когда в феврале Радловых вызвали в Москву, актёры надеялись, что речь пойдёт о новом назначении, возвращении домой и возрождении театра. Вместо этого Радловым предъявили обвинения в «измене Родине» и осудили на 10 лет исправительно-трудовых лагерей. Анна Радлова скончалась в 1949 году в лагере под Рыбинском. Сергей Радлов отбыл весь срок, был освобождён в 1953 году, позже полностью реабилитирован, работал очередным режиссёром в театрах Даугавпилса  и Риги. Скончался и похоронен в Риге в 1958 году.
Радловцы ещё четыре месяца работали в Париже при советском посольстве. Их отправили в Москву 25 июня самолётом эскадрильи «Нормандия-Неман», где «актёрская бригада» распалась уже окончательно.